# Irving John Good
Pour les articles homonymes, voir Good.
Irving John Good (parfois nommé aussi Jack) est un statisticien britannique né le 9 décembre 1916 à Londres et mort le 5 avril 2009 à Radford. Ses compétences dans le domaine des probabilités l'ont amené à travailler dans l'équipe de cryptographes de Bletchley Park. Il a également été développeur dans ce centre de l'ordinateur Colossus. Il a accompli un travail fondateur dans le domaine des méthodes bayésiennes.

## Biographie
Son nom était en fait Isidore Jacob Gudak. Étudiant à Cambridge, il en sortit docteur en 1941 et fut immédiatement intégré à l'équipe de Bletchley Park, où il travailla en étroite collaboration avec Alan Turing. Après la fin de la guerre, il se mit à rédiger une abondance de publications techniques sur les probabilités et l'inférence bayésienne, d'abord à l'université de Manchester, puis dans diverses fonctions académiques et de défense.
En 1967, il émigra aux États-Unis, où il devint professeur à l'université de Virginie (immatriculant facétieusement sa voiture « 007 IJG »).
Il a publié plusieurs livres sur la théorie des probabilités et fait partie du groupe qui imposa peu à peu l'approche bayésienne à parité avec l'interprétation « classique » des probabilités.
Son nom est souvent associé à la notion de poids de témoignage (weight of evidence), parfois aussi nommé évidence en français et noté Ev(p), avec la correspondance suivante :
{\displaystyle Ev(p)=10\,\log _{10}{\frac {p}{(1-p)}}.}
cependant, le professeur Good a toujours nié la paternité de cette représentation. Il l'affirmait découverte par Alan Turing qui l'avait baptisée log-odds, et indépendamment par d'autres chercheurs dont Jeffreys.
Il est également connu pour sa collection, en permanence mise à jour, de partly-baked ideas : des intuitions non totalement formalisées, mais qui lui semblaient prometteuses. Il joua également un rôle moteur dans l'association Mensa.
Il a conseillé Stanley Kubrick sur les superordinateurs pour le film 2001, l'Odyssée de l'espace en 1968.

## Citation
« Supposons qu’existe une machine surpassant en intelligence tout ce dont est capable un homme, aussi brillant soit-il. La conception de telles machines faisant partie des activités intellectuelles, cette machine pourrait à son tour créer des machines meilleures qu’elle-même; cela aurait sans nul doute pour effet une réaction en chaîne de développement de l’intelligence, pendant que l’intelligence humaine resterait presque sur place. Il en résulte que la machine ultra intelligente sera la dernière invention que l’homme aura besoin de faire, à condition que ladite machine soit assez docile pour constamment lui obéir ».